# 22783 Teng
22783 Teng (tên chỉ định: 1999 GT52) là một tiểu hành tinh vành đai chính. Nó được khám phá thông qua Chương trình nghiên cứu đối tượng gần Trái Đất của đài thiên văn Lowell ở Anderson Mesa Station ở Coconino County, Arizona, ngày 11 tháng 4 năm 1999. Nó được đặt theo tên Stacy H. Teng, a space physicist và alumna thuộc University of Maryland.